# Lupus in fabula
Lupus in fabula és una locució llatina que significa literalment 'el llop del conte'. S'utilitza, en llatí i en italià, quan s'està parlant d'una persona, objecte o fet i al precís moment de referència aquest apareix en escena. És equivalent a les expressions «Qui del llop parla, el llop li surt» o «Parlant del dimoni, vet aquí les banyes» o «Parlant del Rei de Roma».
L'escriptor italià Umberto Eco va voler evocar aquesta locució amb el títol del seu cèlebre assaig Lector in fabula (1979). El joc Lupus in tabula, de l'autor Domenico Di Giorgio, també aprofita per a fer un joc de paraules amb aquesta expressió, en ser un joc de taula (tabula) en què hi ha llops (Canis lupus).